# Акосмизм
Акосми́зм (от др.-греч. ἀ- — «не-», «без-» и κόσμος — мир) — безмирие; философское и религиозное учение, проповедующее взгляды о ничтожности мира.
Акосмизм в наиболее чистом виде встречается в индийской философии, в веданте. Гегель называл акосмизмом пантеизм Спинозы, поскольку Бог в нём есть единственно действительное; всё остальное — акциденция.